# Achillesferse

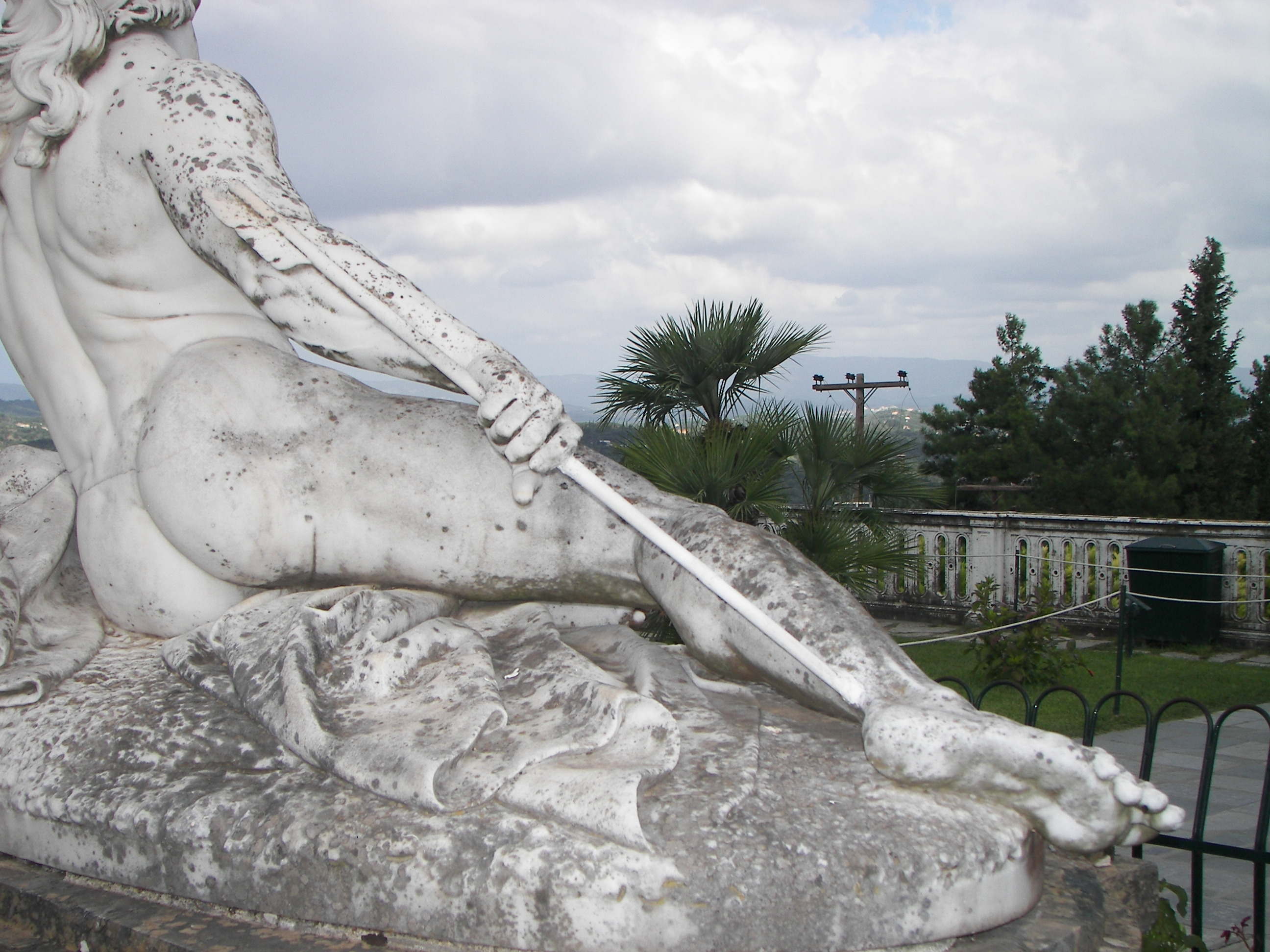
Sterbender Achill von Ernst Herter (im Garten des Achilleion (Korfu)).

Die Achillesferse stammt als Begriff aus der griechischen Mythologie: Die Ferse war die einzige Stelle, an welcher der Sagenheld Achilleus verwundbar war. Der Begriff wird heute vor allem als Metapher verwendet und bezeichnet eine verwundbare Stelle eines Systems oder einer Taktik.

## Beschreibung

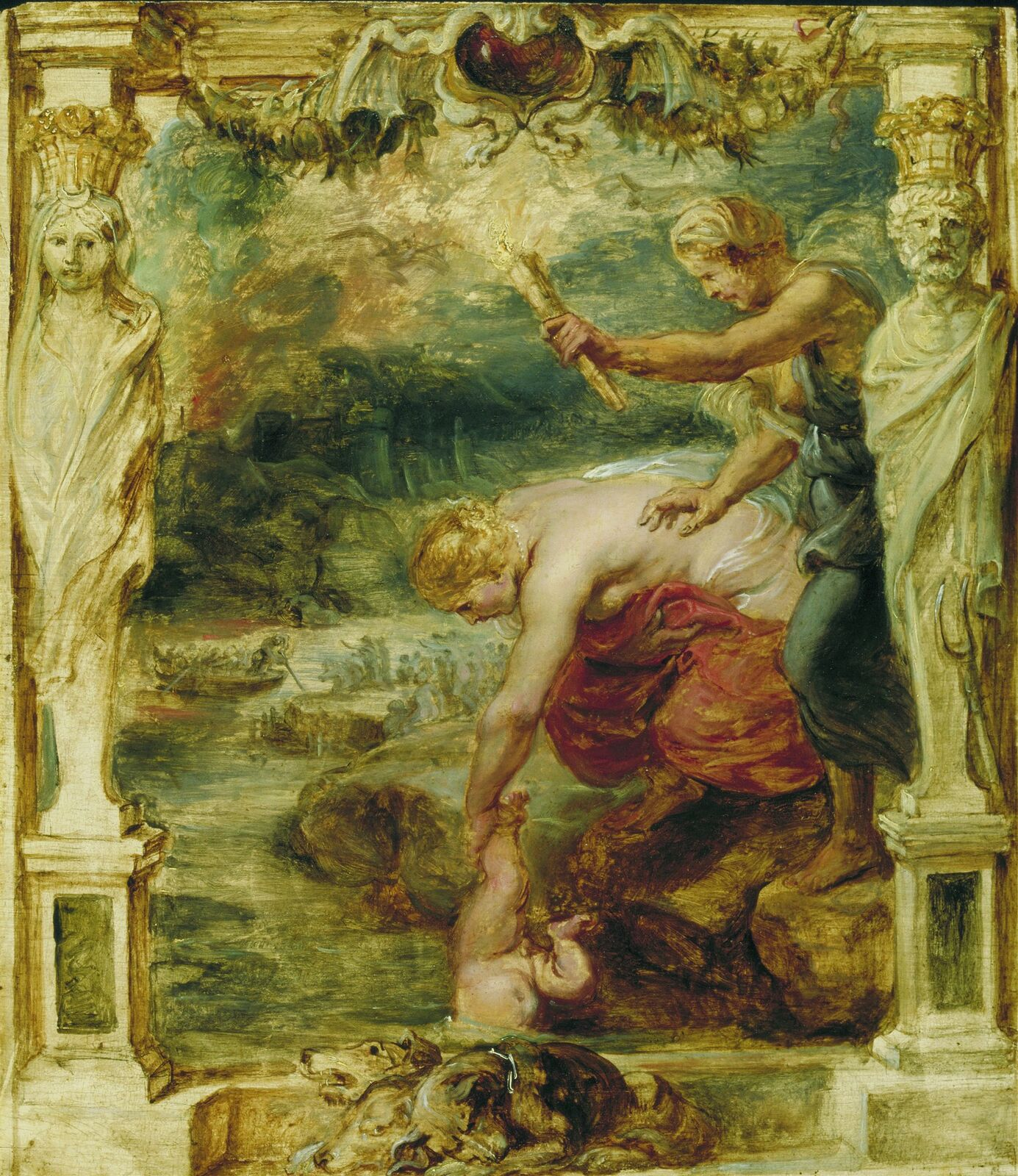
Peter Paul Rubens: Thetis taucht Achilles in den Styx, 1630–35

Als Sohn des Peleus, eines menschlichen Vaters, und einer göttlichen Mutter, der Meeresgöttin Thetis, war Achilleus sterblich. Thetis versuchte aber ihn zumindest unverwundbar zu machen und tauchte ihn in den Fluss Styx, welcher die Unterwelt von der Oberwelt trennt. Die Stelle an der Ferse, an der sie Achilleus mit der Hand hielt, blieb jedoch vom Wasser des Flusses unbenetzt und wurde so zur einzigen verwundbaren Stelle.
In den bekanntesten Versionen von Achilleus’ Tod wurde er von Apollon selbst oder von einem – vielleicht vergifteten – Pfeil des Paris, der von Apollon gelenkt wurde, in die verwundbare Achillesferse getroffen. So wurde die Achillesferse aus der Mythologie zum Namensgeber der menschlichen Achillessehne.
Das Motiv findet sich unter anderem in der Nibelungensage wieder. Hier bedeckt ein Lindenblatt eine Stelle des Rückens von Siegfried, als er sich im Drachenblut badete, um unverwundbar zu werden. An ebendieser einzigen verwundbaren Stelle wird er im späteren Verlauf der Sage von Hagen mit einem Speer hinterrücks gemeuchelt.
In der nordischen Mythologie erscheint das Motiv der einzigartigen Verwundbarkeit in der Gestalt eines Mistelzweigs, der den Balder verwundbar macht und schließlich auch tötet. Balder hat nämlich eines Tages einen Traum von seinem eigenen Tod, worauf seine Mutter Frigg zu jedem Tier und zu jeder Pflanze geht und sie auffordert, einen Eid abzulegen, dass sie Balder nicht verletzen werden. Nur der junge Mistelzweig scheint Frigg zu unbedeutend zu sein, als dass sie von ihm einen Eid abnehmen sollte.

## Beispiele
In der Presse wird die Achillesferse als entscheidender verwundbarer Punkt relativ häufig verwendet, z. B.:
- „Investmentbanking: Die Achillesferse der Deutschen Bank?“[4]
- „Die Nerven liegen blank: BVB-Abwehr wird zur Achillesferse“[5]
- „Die getroffene Achillesferse Venezuelas - Venezuelas Botschafter in Wien, Jesse Chacón, räumt die Importabhängigkeit seines Landes ein.“[6]